# Nucleaire winter

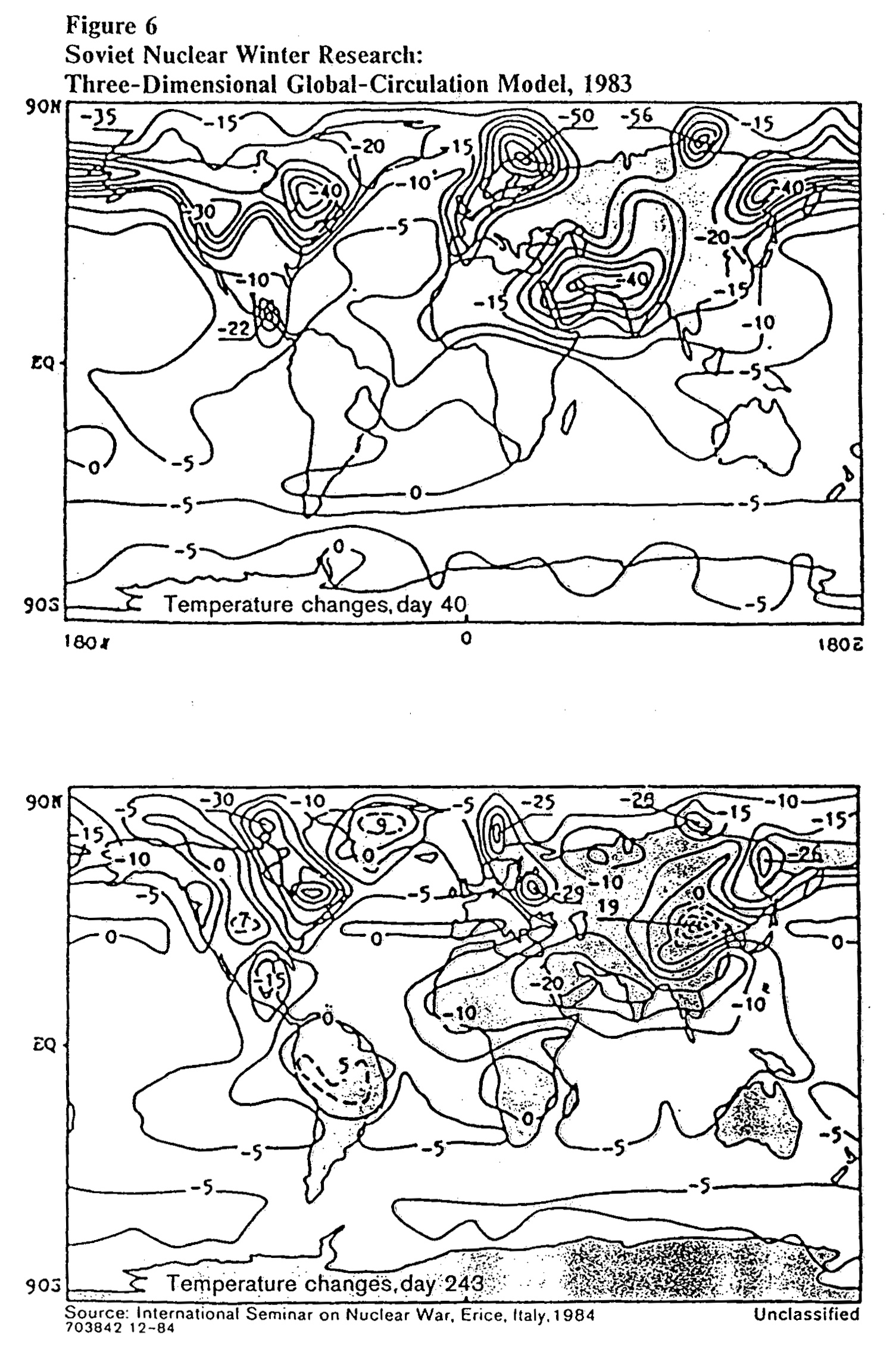
Modelberekeningen van de temperatuurdaling 40 (boven) en 243 dagen na een kernoorlog

De term nucleaire winter wordt gebruikt om een effect aan te geven dat vaak vermoed wordt op te treden bij een grootschalige kernoorlog. Hierbij komen grote hoeveelheden fijnstof vrij, die in de atmosfeer terechtkomen. Dit stof houdt het zonlicht tegen, wat duisternis en vooral kou op aarde veroorzaakt. Door deze winterse of nog ergere omstandigheden wordt de plantengroei verminderd, wat vervolgens leidt tot voedselschaarste en honger bij dieren en mensen.
Hoewel de term nucleaire winter vooral in de jaren zestig van de twintigste eeuw opgeld deed, zijn er ook nieuwe studies in deze eeuw verricht. Een wereldwijde atoomoorlog zou het leven op aarde decennialang teisteren, door een gemiddelde temperatuurverlaging van 7 tot 8 graden te veroorzaken., Grote landoppervlakken kunnen zelfs een temperatuurdaling van 20 tot 30 graden verwachten.